# Fischer György (lelkész)
Fischer György (Chlumec, Csehország, 1620 körül – Lengyelország, 1682) evangélikus lelkész.

## Élete
Szülei a megindult vallási üldözések miatt 1629-ben, mikor még gyermek volt, menekülni kényszerültek Chlumecből. Magyarországon, Szepes megyében telepedtek le, s itt, Szepesolasziban kezdte tanulmányait Stankovius tanító vezetése alatt. Innen Selmecbányára ment, ahol Leonhardi Péter rektorsága alatt (1633–1647) tanult; azután Késmárkra ment, ahol Praetorius Dávid a felsőbb tudományokra tanította. Elbingenben Mybius Mihály és Comenius voltak a tanárai, végül a königsbergi egyetemen végezte be tanulását. Hazatérte után a késmárkiak azonnal meghívták a cseh gyülekezet lelkészének, egyszersmind a német gyülekezet diakónusa is volt. 1646. június 30-án Bártfán Wagner Márton püspök fölszentelte. 1651-ben Kassára hívták meg cseh prédikátornak, ahol 1659. július 14-én Link Máriát vette nőül. 1672-ben a főtemplomot és lelkészlakot elvették tőle, ő pedig fogságba került, bilincseit két évig viselte; mivel hitvallásától elszakadni nem akart, kiutasították az országból. Előbb Sziléziába, Briegbe  ment, azután Boroszlóba, majd a lengyelországi Ravischiba, végül Poroszországba, Thornba. Hivatalt azonban egész számkivetése alatt nem kapott. Amikor az 1681-es soproni országgyűlés a száműzöttek érdekében törvényt alkotott és a visszatérést megengedettnek nyilvánította, Fischer elindult fiával együtt, hogy Kassára visszatérjen, azonban 1682-ben még Lengyelországban meghalt.

## Munkái
Eine Betrachtung zur Geduld und Trost aller Bedrängten und verfolgten evangelischen Christen, in Verlust der Häuser Gottes und sonst leiblicher und geistlicher Freude, an alle evangelische Mitchristen, die heut zu Tage hie und da leben; welche in tiefster Demuth seines Herzens übergiebt Georg Fischer, gewesener evangelischer Prediger bel 21 Jahren in Oberungarn in der Hauptstadt Kaschau, und etwas anders wo, als er von Königsberg anno 1646. (valószinűleg 1681) nach Hause kommen ist, anjetzt ins neunte Jahr aber ein betrübter Exulant, alles nach Gottes Willen. Hely n.